# John Milton (Politiker, 1756)
John Milton (* 1756 im Onslow County, Province of North Carolina; † 19. Oktober 1817 auf der Plantage Padan-aram in Georgia) war ein amerikanischer Politiker und von 1777 bis 1799 der erste Secretary of State von Georgia.
Milton wuchs im Onslow County an der Küste der britischen Province of North Carolina auf, seine Eltern waren John und Mary (Farr) Milton. Die Familie kam über Virginia aus England und führte ihren Ursprung auf den Bruder des berühmten Dichters John Milton zurück. Diese Abstammung wurde durch die Forschung aber nicht bestätigt und gilt als unwahrscheinlich.
Über Miltons Jugend ist nichts bekannt. Im Februar 1776 trat er dem Georgia Battalion im Rang eines Ensign bei, das im Amerikanischen Unabhängigkeitskrieg gegen die Briten kämpfte. Ein Jahr später, inzwischen Leutnant, geriet er in Kriegsgefangenschaft, aus der er im November 1777 entlassen wurde. Nach dem Krieg war er eines der Gründungsmitglieder der Society of the Cincinnati in Georgia im Rang eines Hauptmanns.
1777 wurde Milton der erste Secretary of State des unabhängigen Georgia, was er bis 1799 blieb. Ende 1778 besetzte die britische Armee Savannah, damals die Hauptstadt von Georgia. Gouverneur John Houstoun beauftragte Milton rechtzeitig vorher, die Staatspapiere Georgias in Sicherheit zu bringen. Milton fuhr zunächst den Savannah River aufwärts bis nach Purrysburg in South Carolina. Da die Briten ihm gefährlich nahe schienen, zog er 1779 weiter nach Charleston. Als auch diese Stadt angegriffen wurde, weiter nach New Bern in North Carolina und schließlich 1781 nach Annapolis in Maryland. Parallel dazu diente er weiter in der Armee.
Bei der ersten Präsidentschaftswahl in den Vereinigten Staaten 1788 und 1789 erhielt Milton zwei Stimmen von Wahlmännern aus Georgia. Vor der Verabschiedung des 12. Zusatzartikels wurden Präsident und Vizepräsident noch in einem Wahlgang gewählt. Alle Wahlmänner gaben eine ihrer Stimmen George Washington, wählten aber verschiedene Politiker mit ihrer zweiten Stimme. Die zweitmeisten Stimmen erhielt John Adams, der damit Washingtons Vizepräsident wurde. 1792 wurde Milton Bürgermeister von Augusta, das zu dieser Zeit Georgias Hauptstadt war. 1798 war er einer der Delegierten, die Georgias dritte Verfassung verabschiedeten. In den 1790ern erwarb er eine Plantage, die er nach einem biblischen Namen Padan-aram nannte. 1798 besaß er 37 Sklaven.
Milton heiratete Hannah Elizabeth Spencer, deren Schwester mit John Martin verheiratet war, der von 1782 bis 1783 Gouverneur von Georgia war. Milton und seine Frau hatten sechs Söhne und zwei Töchter. John Milton starb am 19. Oktober 1817 mit 61 Jahren auf seiner Plantage Padan-aram. Sein Enkel John Milton war während des Bürgerkrieges von 1861 bis 1865 der fünfte Gouverneur von Florida.
Milton County in Georgia, das 1857 gebildet wurde, war nach Milton benannt. Es wurde 1932 mit anderen Counties zusammengelegt und ist ein Teil von Fulton County.